# Tristanteichhuhn
Das Tristanteichhuhn (Gallinula nesiotis), auch als Tristan-Inselralle bezeichnet, ist eine ausgestorbene Rallenart, die auf der Insel Tristan da Cunha im Südatlantik endemisch war.

## Beschreibung
Das Tristanteichhuhn sah dem Goughteichhuhn (Gallinula comeri) sehr ähnlich. Bis 1985 wurde das Gough-Teichhuhn noch als Unterart des Tristanteichhuhns angesehen. Heute geht man jedoch davon aus, dass die morphologischen Ähnlichkeiten auf eine konvergente Entwicklung zurückzuführen sind. Das Tristanteichhuhn erreichte eine Länge von 25 Zentimetern. Sie hatte sehr kleine Flügel und war flugunfähig. Kopf, Nacken, Flügel, Schwanz und Unterseite waren schwarz; der Rücken und die Flügeldecken waren dunkelolivbraun. Die Unterschwanzdecken und die Außenfahnen der Handschwingen waren weiß. Der Schnabel war rot mit einer gelben Spitze, Beine und Füße waren gelb.

## Lebensraum und Lebensweise
Das Tristanteichhuhn bewohnte die Marschen und Gewässer auf Tristan da Cunha in Höhenlagen bis 610 m. Sie lebte in dichter Vegetation bestehend aus Phylica nitida und Sparina arundinacea. Sie war Allesfresser und verschmähte offenbar auch Aas nicht.

## Aussterben
Noch bevor Philip Lutley Sclater die Art im Jahre 1861 wissenschaftlich beschrieb, wurde sie 1811 von Jonathan Lambert, dem selbsternannten „König von Tristan“, erwähnt. Er schrieb von „kleinen schwarzen Hähnen, die sehr fett und delikat waren und zu Hunderten mit Hunden gejagt wurden“. Die vier von Sclater beschriebenen Exemplare kamen am 25. Mai 1861 über Kapstadt nach London. Drei von ihnen waren lebendig und wurden im Londoner Zoo gezeigt. 1873 war das Tristanteichhuhn bereits so selten, dass Mitglieder des britischen Forschungsschiffes H.M.S. Challenger sie kaum noch nachweisen konnten. Vermutlich war der Großteil der Population durch Überjagung sowie durch die Nachstellung durch Hunde und Wildschweine ausgelöscht worden. Die wenigen überlebenden Rallen fielen Ende des 19. Jahrhunderts den Ratten zum Opfer, die 1882 durch die Strandung des Schoners Henry B. Paul auf die Insel gelangten.